# Synagoga Lewiego Cygielberga w Łodzi
Synagoga Lewiego Cygielberga w Łodzi – prywatny dom modlitwy znajdujący się w Łodzi przy ulicy Piotrkowskiej 17.
Synagoga została założona w 1891 roku z inicjatywy Lewiego Cygielberga. Podczas II wojny światowej hitlerowcy zdewastowali synagogę.  